# Панцхава, Илья Диомидович
Илья́ Диоми́дович Панцха́ва (груз. ილია დიომიდოვიჩი ფანცვავა; 5 марта 1906, Российская империя — 2 июня 1986, Москва, СССР) — советский философ, специалист по общим проблемам философии, социальной философии, истории грузинской философии и религиоведению. В своих работах уделял внимание изучению вопросов смысла жизни, смерти и бессмертия, а также соотношения религии и свободомыслия. Автор одного из первых в советских учебников послевоенного времени по диалектическому материализму. Доктор философских наук (1944), профессор. Участник Великой Отечественной войны. 

## Биография
Родился 5 марта 1906 года. 
Отец — Диомид Васильевич Панцхава, выпускник медицинского факультета Императорского Юрьевского университета, работал врачом в Костромской губернской земской больнице. Во время Первой мировой войны служил начальником военного госпиталя в Галиции. Мать — Ольга Моисеевна Шавгулидзе. Кроме Ильи в семье было ещё 4 детей. 
Окончил школу в Кутаиси. 
В 1928 году окончил социально-экономический факультет Тбилисского государственного университета. Во время учёбы увлекался историей, психологией, философией, а также занимался изучением античных и византийских мыслителей, изучал греческий и древнегрузинский языки. 
Окончил аспирантуру Российской ассоциации научно-исследовательских институтов общественных наук. 
С 1931 года начал заниматься научно-педагогической деятельностью. 
Был заместителем народного комиссара просвещения Грузинской ССР. 
В 1931 году присвоено учёное звание доцента.
В Великую Отечественную войну весной 1943 года во время боёв рядом с Туапсе был тяжело контужен и после лечения в госпитале демобилизован.
В 1944 году в МГУ имени М. В. Ломоносова защитил диссертацию на соискание учёной степени доктора философских наук по теме «Иоанэ Петрици и его мировоззрение».
С начала 1946 года — заведующий кафедрой философии Московского областного педагогического института имени Н. К. Крупской. При нём кафедра стала крупным научным и учебно-воспитательным учреждением: был привлечён ряд маститых учёных, среди которых Г. М. Гак, Ф. И. Георгиев и П. С. Попов. В аспирантуре кафедры в это время учились С. Ф. Анисимов, В. Г. Афанасьев, Г. К. Ашин, Ю. Ф. Борунков, В. Н. Кузнецов, А. Г. Мысливченко, М. П. Новиков и Б. Я. Пахомов.
Позднее по совместительству являлся заведующим кафедрой философии Высшей школы профсоюзного движения ВЦСПС.
С сентября 1959 до конца 1983 года работал на философском факультете МГУ имени М. В. Ломоносова. Здесь он создал кафедру теории и истории научного атеизма, где был профессором и заведующим (с 1959 по 1969 год). В 1968 году стал профессором и заведующим кафедрой исторического материализма философского факультета МГУ имени М. В. Ломоносова.
Позднее являлся профессором кафедры философии Института переподготовки и повышения квалификации при МГУ имении М. В. Ломоносова и старшим научным сотрудником в группе по исследованию проблем воспитания.
Долгое время являлся руководителем философской секцией Всесоюзного общества «Знание» и членом Президиума Правления Всесоюзного общества «Знание».

## Семья
Был женат дважды. От первого брака родилось двое сыновей:
- Гурам Ильич Панцхава — выпускник Тбилисского политехнического института.
- Шота Ильич Панцхава — выпускник Московского инженерно-физического института, профессор и заведующий кафедрой «Управление и информатика в технических системах» Московского государственного открытого университета

## Награды
- Орден Отечественной войны II степени[3]
- Орден Трудового Красного Знамени[3]

## Научные труды

### Монографии
- Петрици И. Рассмотрение платоновской философии и Прокла Диадоха / пер. с древнегруз. И. Д. Панцхавы; вступ. ст. и примеч. Г. В. Тевзадзе; Акад. наук СССР, Ин-т философии. —М.: Мысль, 1984. — 286 c. (Философское наследие: ФН; т. 91).
- Панцхава И. Д. Материал к лекции на тему "Категории материалистической диалектики" / О-во по распространению полит. и науч. знаний РСФСР. — М.: Знание, 1957. — 47 с.
- Панцхава И. Д. Диалектический материализм. Курс лекций для студентов педагогических институтов. — М.: Учпедгиз, 1958. — 315 с.
- Панцхава И. Д. Значение книги В. И. Ленина "Материализм и эмпириокритицизм" в борьбе с буржуазной идеологией. — М.: Знание, 1959. — 47 с. (Брошюры-лекции. Серия 1. История/ Всесоюз. о-во по распространению полит. и науч. знаний; 28).
- Панцхава И. Д. Что такое философия? — М.: Знание, 1959. — 51 с. (Знание в массы/ О-во по распространению полит. и науч. знаний РСФСР).
- Панцхава И. Д. Ленинский этап в развитии марксистской философии. — М.: Знание, 1960. — 32 с. (Лекция/ О-во по распространению полит. и науч. знаний РСФСР; 7).
- Панцхава И. Д. Марксистский атеизм — высшая форма атеизма. — М.: Издательство Московского университета, 1960. — 50 с. (Лекции по курсу "Основы научного атеизма". Тема 1/ М-во высш. и сред. спец. образования РСФСР. Ин-т повышения квалификации преподавателей обществ. наук при МГУ. Кафедра истории и теории науч. атеизма Философ. фак. МГУ)
- Панцхава И. Д. О смертности и бессмертии человека. — М.: Знание, 1965. — 47 с.
- Панцхава И. Д. Человек, его жизнь и бессмертие. — М.: Политиздат, 1967. — 191 с. 75000 экз.
- Панцхава И. Д. Религиозный модернизм и современная буржуазная философия. — М: Знание, 1969. — 31 с. (В помощь лектору. Б-чка "Актуальные вопросы научного атеизма"/ Всесоюз. о-во "Знание" 3).
- Панцхава И. Д. Гуманистическая природа марксистско-ленинского атеизма. — М: Знание, 1970. — 48 с. (Б-чка в помощь лектору; 1).
- Панцхава И. Д., Пахомов Б. Я. Диалектический материализм в свете современной науки. — М.: Мысль, 1971. — 269 с.
- Панцхава И. Д. О смерти и бессмертии. — М.: Знание, 1972. — 64 с.
- Панцхава И. Д., Бычков Б. Б. XXV съезд КПСС и вопросы социальной информации. — М.: Знание, 1977. — 64 с. (Новое в жизни, науке, технике. Серия "Философия". № 3).
- Панцхава И. Д. Петрици. — М.: Мысль, 1982. — 123 с. — (Мыслители прошлого)

### Статьи
- Панцхава И. Д. Философская мысль в Грузии IV — XII вв. // Под знаменем марксизма. 1938. № 4;
- Панцхава И. Д. Колхидская риторическая школа и её значение в развитии общественной мысли древней Грузии // Учёные записки МОПИ. Труды кафедры истории древнего мира. 1953. Т. 28. Вып. 2.
- Панцхава И. Д. Смертность и бессмертие человека // Философские науки. 1963. № 6.
- Панцхава И. Д. О структуре курса исторического материализма для философских факультетов: (Докл. на всесоюз. конф. "Актуальные проблемы развития ист. материализма"): [Конф. состоится 25-28 янв. 1972 г. — М.: Издательство Московского университета, 1972. — 38 с. (Московский государственный университет имени М. В. Ломоносова. Философский факультет. Кафедра исторического материализма...; 1)

### Научная редакция
- Атеизм в прошлом и настоящем. М., 1957.
- Материализм и религия: (Сборник статей) / О-во по распространению полит. и науч. знаний РСФСР; Под ред. проф. И. Д. Панцхава. — М.: Знание, 1958. — 250 с.
- История и теория атеизма: учебное пособие / под ред. И. Д. Панцхава. — М.: Высшая школа, 1962. — 486 с.
- О некоторых особенностях современной религиозной идеологии: Сборник статей / Под ред И. Д. Панцхава. — М.: Издательство Московского университета, 1964. — 260 с.
- Основные вопросы научного атеизма / Под ред. проф. И. Д. Панцхава. — М.: Мысль, 1966. — 332 с.
- Конкретно-социологическое изучение состояния религиозности и опыта атеистического воспитания: Сборник статей / Под ред. проф. И. Д. Панцхава. — М.: Издательство Московского университета, 1969. — 282 с.